# 43188 Zouxiaoduan
43188 Zouxiaoduan este o planetă minoră (asteroid), cu un diametru de 6,392 km, din centura de asteroizi. A fost descoperită pe 3 decembrie 1999 la Stația Anderson Mesa de Lowell Observatory Near-Earth-Object Search. 
Obiectul prezintă o orbită caracterizată de o semiaxă mare de 2,7406652958444 UAi, o excentricitate de 0,089532384579854, o înclinație de 6,3976648244684 ° în raport cu ecliptica.